# Delivio Reavon
Delivio Reavon, een pseudoniem van Fabian Lieuw-A-Soe, is een Nederlandse dj en muziekproducent.

## Levensloop
Delivio heeft een Surinaams-Nederlandse achtergrond en groeide op in Amsterdam. In zijn jongere jaren was hij deel van de formatie 'Beatkidz'. Met deze formatie als producers scoorden ze succes in 2004 met de single "Moppie' van Lange Frans & Baas B, en de single 'Ik ben je zat' van Ali B. Tussen 2010 en 2014 vormde hij samen met Aaron Gill een duo. In deze periode brachten ze samen meerdere singles uit en behaalde hun eerste release genoemd 'Looking for love' samen met de zanger Phatt de status van 'De Dixte' op radiozender Funx. Zo stonden ze op festivals waaronder Don't let daddy know, Dirty Dutch, Mysteryland, Extrema Outdoor, Solar festival, Paaspop, Voyeur & Amazone project.
In 2016 kwam er een einde aan de samenwerking en gingen beiden door als solo-artiesten. In 2017 bracht Delivio Reavon in samenwerking met Bizzey, Josylvio, Yung Felix en Hef het nummer Shaka Zulu uit. In 2019 keerde Reavon terug met de single 'Hans betaalt de schade' in samenwerking met onder anderen LA$$A, Mr. Ontspannen, Chivv, Henkie-T.

## Lijst van producties

### 2004
- Ali B - Ik ben je zat
- Lange Frans & Baas B- Moppie

### 2005
- Brainpower - Pomp 'T Harder
- Brace- Lauw

### 2006
- Bizzey- Still Care

### 2010
- Delivio Reavon & Aaron Gill - Looking For Love (met phatt)
- Fouradi - Ping

### 2011
- Gers Pardoel- Denk

### 2015
- Sam O Neall - Forever Young (Radio Edit)

### 2016
- Chris Brown - Marathon Man (met Hoody Baby & TJ Luva Boy)
- Chris Brown – Other Side (met OHB x Section Boyz)

### 2017
- Bizzey, Yung Felix, Josylvio, Hef & Delivio Reavon – Shaka Zulu[7]

### 2019
- Delivio Reavon feat La$$a, Mr Ontspannen ft. Chivv & Henkie-T- Hans betaalt de schade

## Discografie

### Singles
| Jaar | Act                                                    | Nummer                 | Vlag van Nederland | Vlag van Nederland | Opmerkingen |
| Jaar | Act                                                    | Nummer                 | 100                | weken              | Opmerkingen |
| ---- | ------------------------------------------------------ | ---------------------- | ------------------ | ------------------ | ----------- |
| 2010 | Delivio Reavon & Aaron Gill                            | Looking for love       | -                  | -                  |             |
| 2014 | Delivio Reavon & Aaron Gill                            | Kickdrum               | -                  | -                  |             |
| 2017 | Yung Felix met Bizzey, Josylvio, Hef en Delivio Reavon | Shaka Zulu             | 78                 | 1                  |             |
| 2019 | Delivio Reavon met LA$$A en Mr.Ontspannen              | Hans betaalt de schade | 68                 | 8                  |             |